# Yun Chi-ho
Yun Chi-ho (Asan, 26 dicembre 1864 – 9 dicembre 1945) è stato un politico, educatore ed attivista sudcoreano. Un suo altro nome era JwaOng(좌옹).

## Biografia
Zio del Presidente della Corea del Sud, Yun Bo-seon, Yun Chi-ho era un membro della prominente famiglia coreana degli yangban.  Suo padre era il generale Yun Ung-nyeol, ministro durante il governo Joseon.
Yun Chi-ho ha studiato presso la Vanderbilt University nel Tennessee ed ha ricevuto una laurea ad honorem presso la Emory University in Georgia. È stato uno dei primi leader dell'YMCA coreano e del movimento metodista in Corea del Sud.

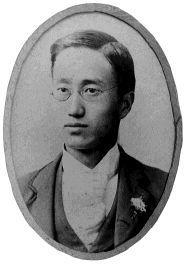
Studente alla Emory University (1892).